# Museo Histórico General Aparicio Saravia
El Museo Histórico General Aparicio Saravia es un organismo que funciona en la que fuera la Estancia "El Cordobés" perteneciente al caudillo nacionalista uruguayo Aparicio Saravia ubicada en la novena sección del departamento de Cerro Largo, Uruguay, muy próxima al Arroyo Cordobés en la falda del cerro El Toro y a 30 km de Santa Clara de Olimar.

## Reseña
Es una típica construcción del siglo XIX realizada por Cristino da Rosa, tío de Saravia por parte de madre. Tiene gruesas paredes de piedra, techo de tejas y ventanas enrejadas; todo el casco está pintado de celeste y blanco. A pocos metros de la casa se encuentra la Capilla que hizo construir Cándida Díaz, esposa de Saravia, en  homenaje al caudillo al cumplirse dos años de su muerte.
La Estancia fue declarada Monumento Histórico Nacional y comenzó a funcionar como museo en 1978. Allí existe documentación, fotos, cartas, armas, muebles, vestimenta, y otros objetos de uso personal del General Saravia y su esposa, Cándida Díaz.
El museo es una dependencia de la Intendencia de Cerro Largo.